# ناحیه قوه
ناحیهٔ قوه (به ازبکی: Quva District) یک ناحیه در ازبکستان است که در ولایت فرغانه واقع شده‌است. ناحیه قوه ۴۴۰ کیلومتر مربع مساحت و ۱۸۷٬۵۰۰ نفر جمعیت دارد.